# Parisa Fitz-Henley
Parisa Fitz-Henley (22 de julio de 1977) es una actriz estadounidense nacida en Jamaica, reconocida principalmente por interpretar a Reva Connors en las series de televisión Jessica Jones y Luke Cage. En 2017 apareció en la serie dramática de la NBC Midnight, Texas y en 2020 interpretó el papel de Leela Burns en la tercera temporada del seriado de Netflix The Sinner.

## Primeros años
Fitz-Henley nació y se crio en Kingston, Jamaica, donde asistió a St Andrew High School. Ganó el premio a la Modelo de Moda del Año en 1996 de la agencia de modelos Pulse.

## Filmografía

### Cine
| Año  | Título                    | Papel           | Notas |
| ---- | ------------------------- | --------------- | ----- |
| 2006 | Even Money                | Mujer caribeña  |       |
| 2006 | Fist in the Eye           | Megan           |       |
| 2007 | The Jane Austen Book Club | Corinne         |       |
| 2009 | Knuckle Draggers          | Syra            |       |
| 2009 | Post Grad                 | Colegiala       |       |
| 2010 | The Sorcerer's Apprentice | Novia de Bennet |       |
| 2012 | Lola Versus               | Peggy           |       |
| 2013 | Bluebird                  | Charlotte       |       |
| 2015 | Jack of the Red Hearts    | Cynthia         |       |
| 2015 | People                    | Savannah        | Corto |
| 2016 | Last Night, Los Angeles   | Julea           | Corto |
| 2017 | Things                    | Willow          | Corto |
| 2018 | Congo Cabaret             | Congo Rose      |       |
| 2020 | My Spy                    | Kate            |       |
| 2020 | Fantasy Island            | Julia           |       |

### Televisión
| Año       | Título                               | Papel             | Notas            |
| --------- | ------------------------------------ | ----------------- | ---------------- |
| 2006      | CSI: NY                              | Charlene Franklin | 1 episodio       |
| 2006      | The Unit                             | Laurenda George   | 2 episodios      |
| 2006      | Studio 60 on the Sunset Strip        | Celia             | 1 episodio       |
| 2007      | Grey's Anatomy                       | Cami Davis        | 1 episodio       |
| 2007      | Private Practice                     | Cami Davis        | 1 episodio       |
| 2012      | Blue Bloods                          | Lizzy Hughes      | 1 episodio       |
| 2013      | Golden Boy                           | Andrea Gundersen  | 1 episodio       |
| 2013      | The Mysteries of Laura               | Bridget Flowers   | 1 episodio       |
| 2014      | House of Cards                       | Mesera            | 1 episodio       |
| 2015      | Jessica Jones                        | Reva Connors      | 3 episodes       |
| 2015      | Redheads Anonymous                   | Invitada          | 1 episodio       |
| 2016–2018 | You're the Pest                      | Sra. Hernandez    | 2 episodios      |
| 2016–2018 | Luke Cage                            | Reva Connors      | 4 episodios      |
| 2017–2018 | Midnight, Texas                      | Fiji Cavanaugh    | Papel recurrente |
| 2017      | The Girlfriend Experience            |                   | 2 episodios      |
| 2018      | Falling Water                        | Christy           | 2 episodios      |
| 2018      | Harry y Meghan: Un romance real (TV) | Meghan de Sussex  | Película de TV   |
| 2020      | The Sinner                           | Leela Burns       | Papel recurrente |